# Juniper Dunes Wilderness
Le Juniper Dunes Wilderness est une zone sauvage protégée comprenant 28,9 km² dans le comté de Franklin, dans l'Etat américain de Washington. Établi en 1984, il est remarquable pour la pousse la plus au nord des genévriers de l'ouest qui vivent ici parmi les grandes dunes de sable de la zone .

## Faune et flore
La faune commune trouvée dans Juniper Dunes Wilderness comprend le cerf mulet, le lynx roux, le coyote, le blaireau, la mouffette, la belette, le porc-épic, le gaufre de poche, le rat kangourou, plusieurs espèces de souris, le faucon, le hibou, le corbeau, la caille, la perdrix, le faisan, la colombe, de nombreux oiseaux chanteurs, ainsi que des crotales .
À part les genévriers homonymes, aucun arbre ne pousse en nombre significatif ici . Parmi les autres végétaux trouvés, citons la bigelovie puante, la bigelovie verte, l'agropyre à grappes bleues, l'agropyre indien, l'abronie blanche, la sabline de Franklin, l'astragale, l'hyménopappe, le figuier de Barbarie, le penstemon des dunes de sable, la psoralea, la patience de sable, le Balsamorhize de Carey, la jacinthe sauvage, le pied d'alouette, le lin sauvage, le sarrasin des neiges, le persil du désert et la phacélie argentée .

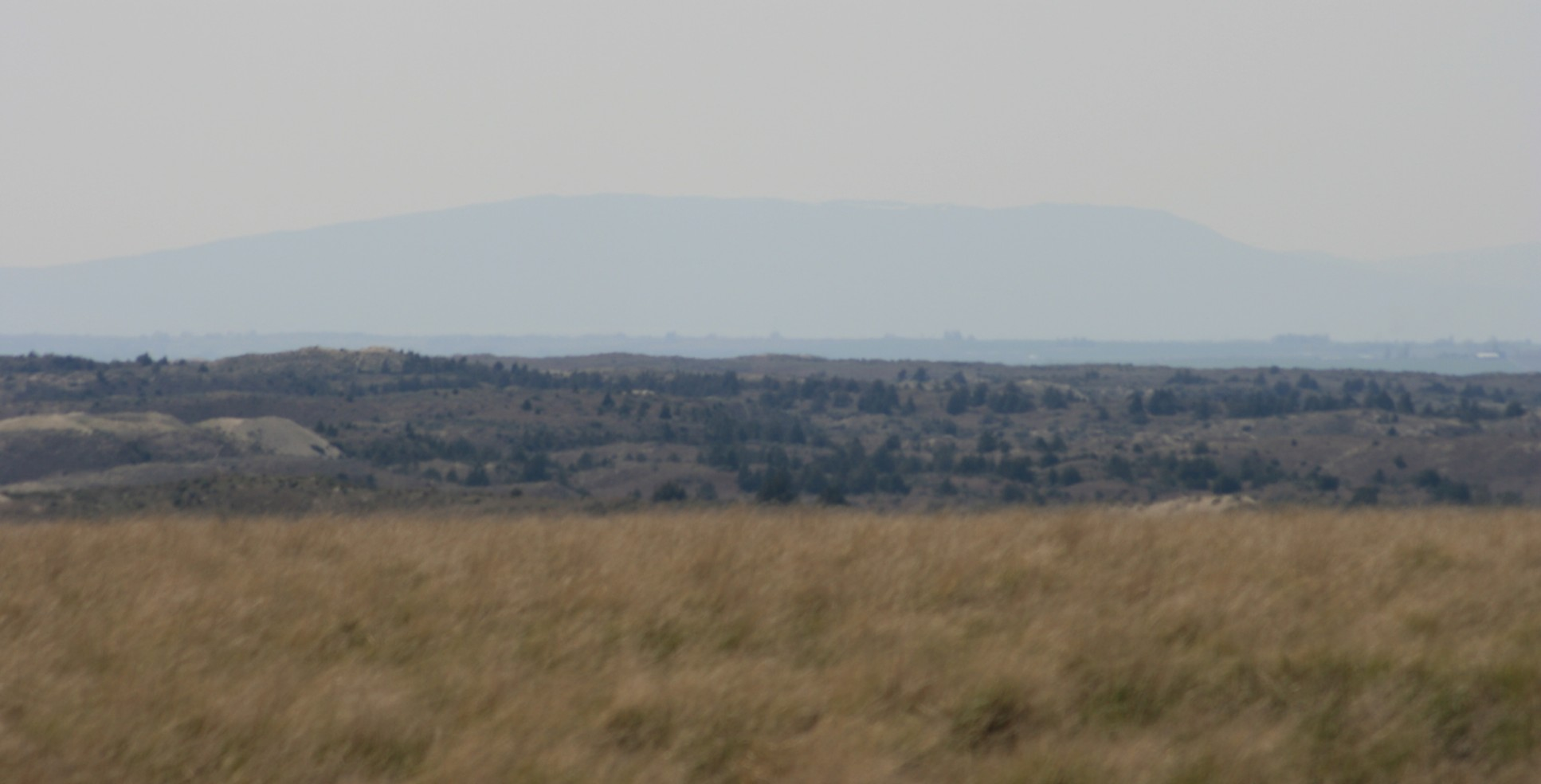
Juniper Dunes vu de l'est avec des prairies au premier plan et Rattlesnake Mountain à l'arrière plan.

## Accès
Actuellement, aucun accès légal à Juniper Dunes Wilderness n'existe, car l'ensemble des terres environnantes est une propriété privée. Un accord de 2007 avec les propriétaires fonciers permet aux visiteurs, avec leur permission, de voyager sur l'un des nombreux anciens sentiers de jeep qui se terminent près de la limite du Wilderness .